# 光明街 (員林)
光明街是彰化縣員林市的一個街道名，也是光明街商圈的中心街道。每逢週末，有許多民眾來光明街逛街購物；光明街與附近的民權街、三民街、民族街、民生路、中山路、中正路、惠來街和南昌路構成一個相當龐大的火車站前商圈，生活機能相當不錯。

## 主要店家
- Birkenstock
- NET（佳舫）
- 八寶冰
- 屈臣氏
- 肯德基
- 巨匠電腦
- 寶斗肉圓
- 員林肉圓
- 寶雅生活館